# 渡辺雅司
渡辺 雅司（わたなべ まさし、1964年2月16日 - ）は、日本の実業家。2008年から2022年まで船橋屋代表取締役社長、八代目当主を務めた。

## 人物・経歴
1964年、東京都江東区亀戸生まれ。4歳の時に千葉県船橋市に転居し、小学6年生の時に千代田区に転居、麹町中学校、立教新座高等学校、立教大学経済学部卒業。1986年に三和銀行（現・三菱UFJ銀行）に入行。1993年に家業の「元祖くず餅 船橋屋」に専務として入社。2008年に八代目当主として社長に就任。新たな人事評価制度の導入や若手の抜擢などの改革を進めると同時に新商品を開発し、若い女性にもファン層を拡大。2010年に「くず餅乳酸菌」の発見に成功し、2016年に商標登録、特許を取得している、東京大学と機能についての研究を進めている。

### 不祥事
2022年（令和4年）9月、都内をベントレー・コンチネンタルGTで走行中、信号無視をして交差点に進入、青信号に従って走行していた右折車と衝突する事故を起こした。事故直後に相手のドライバーに詰め寄り、（相手側が青だったと指摘すると）「青じゃねーよ。俺がここ来てんだよ」等の暴言を加え、さらに被害者の車体を蹴った。被害を受けた自動車のドライブレコーダーの映像がSNSをはじめネット上に拡散された。その映像に映っていた男性が渡辺であると特定され、自らの非を認めない品位のない言動に非難が集まり炎上騒ぎとなった。同年9月27日、船橋屋は公式サイト及び公式SNSを通じ、事実であることを認め、謝罪文を掲載した。
2022年9月28日、渡辺は代表取締役辞任の意思を船橋屋に申入れた。翌29日に同社は臨時株主総会および取締役会を開催。渡辺は改めて代表取締役および取締役の辞任を申し出、受理された。なお、代表取締役後任には同社執行役員・取締役であった神山恭子が就任した。船橋屋は新体制の下、コンプライアンスを見直し、再発防止策を徹底することで、皆様との信頼回復に全力で努めるとしている。

## 家族

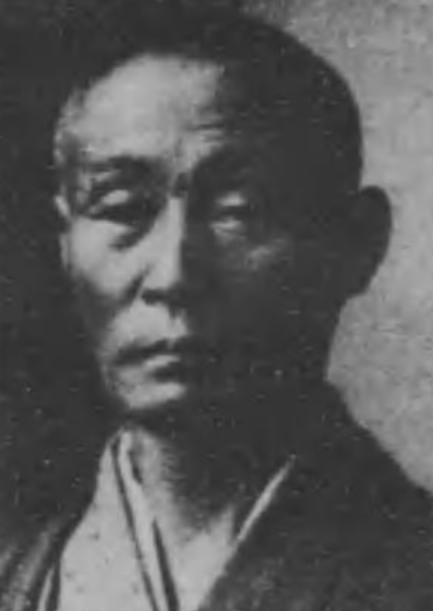
先代当主・渡辺寅吉『大正名家録』より

- 祖父・達三（六代目当主、1906年（明治39年）4月17日生） 
早稲田大学商学部卒業後、祖業を継承し戦後亀戸天神復興と共に再興した[19][20]。なお長男がいたが、家から追い出した過去があるなど継がせることが出来ないと判断し、七代目当主・孝至を養子に迎えた[21][22][23]。
- 母・成子
達三の次女[19]。日本女子大学卒業[19]。
- 父・孝至（七代目当主、1937年（昭和12年）生） 
慶應義塾大学商学部卒業[24][25]。大学卒業後、大和証券に入社[24]。1960年（昭和35年）船橋屋入社。翌年取締役、1965年（昭和40年）専務、1971年（昭和46年）社長に就任[25]。

### 渡辺家（戦前）
- 四代目（六代目）当主・寅吉（安政2年1月15日生）
亀戸町議会議員学務委員を兼任した[26]。妻・けん子（元治元年8月9日生）は先代・勘助の一女[26]。
- 五代目当主・房太郎（1887年（明治20年）生）
寅吉の長男[26]。東京大空襲により船橋屋も工場・家屋のすべてを焼失したが、妻・みえ（葛飾郡水元村出身、茂澤又太郎の長女）が戦火の中、くず餅の原料である発酵小麦でんぷんの樽を地下に埋めて守ったことで、その後も商売が継続でき発展した[26][27]。

## メディア出演
テレビ
- 日経スペシャル カンブリア宮殿 創業1805年の老舗和菓子店 伝統と革新の･･･「幸せ」経営術（2018年11月1日、テレビ東京）- 出演：船橋屋 8代目当主 渡辺雅司[28]
- 夢遺産〜リーダーの夢の先〜（2022年8月8日、テレビ東京）[29]

ネット配信
- Story 〜長寿企業の知恵〜（2017年1月15日、FRESH! by CyberAgent）[30]